# Tröskel
För andra betydelser, se Tröskel (olika betydelser).

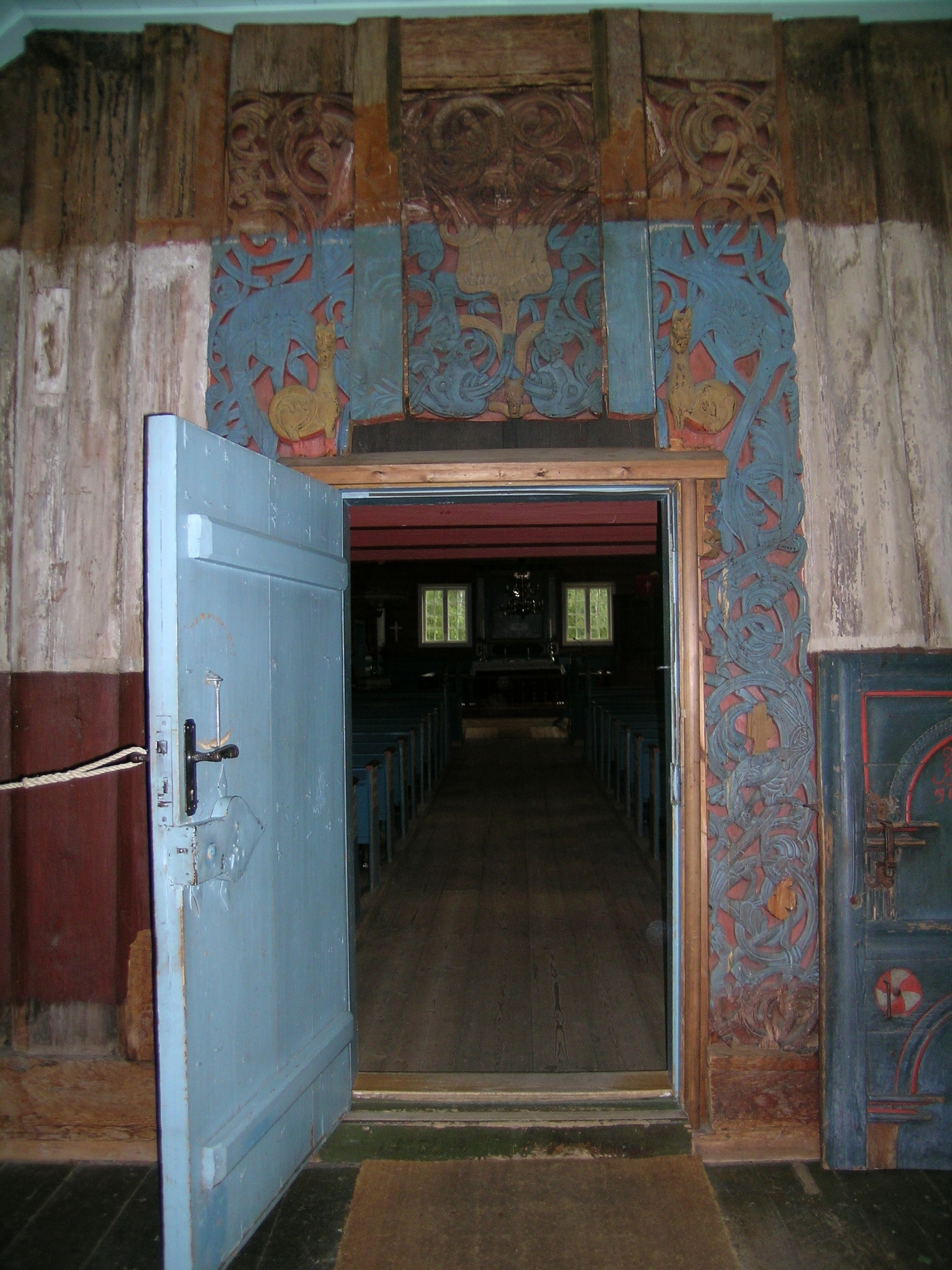
Tröskel i dörren till Flesbergs stavkyrka i Flesberg, Norge.

Tröskel är ett lågt fotsteg i en dörröppning över dennas hela bredd, normalt utgörande anslag för nederkanten av dörren. Ofta har en tröskel två nivåer.